# Spintharidius viridis
Spintharidius viridis Franganillo, 1926 è un ragno appartenente alla famiglia Araneidae.

## Distribuzione
La specie è stata reperita sull'isola di Cuba.

## Tassonomia
Al 2012 non sono note sottospecie e dal 1926 non sono stati esaminati nuovi esemplari.